# Pangio anguillaris
Pangio anguillaris és una espècie de peix de la família dels cobítids i de l'ordre dels cipriniformes.

## Morfologia
- Els mascles poden assolir 12 cm de llargària total.
- Nombre de vèrtebres: 69-71.[3]

## Alimentació
Menja invertebrats bentònics.

## Hàbitat
Viu en zones de clima tropical entre 24 °C - 26 °C de temperatura.

## Distribució geogràfica
Es troba a Àsia: conques dels rius Mekong i Chao Phraya, península de Malaca, Sumatra i Borneo.

## Interacció amb els humans
És molt apreciat i consumit al nord de la Tailàndia central.

## Observacions
De tant en tant, és objecte del comerç de peixos d'aquari.